# Medmassa pulchra
Medmassa pulchra är en spindelart som först beskrevs av Tord Tamerlan Teodor Thorell 1881.  Medmassa pulchra ingår i släktet Medmassa och familjen flinkspindlar. Inga underarter finns listade i Catalogue of Life.